# Bruno II di Verden
Bruno II di Walbeck (... – 21 agosto 1049) fu vescovo di Verden dal 1034 fino alla sua morte.

## Biografia
Bruno apparteneva alla stirpe dei conti di Walbeck. I suoi genitori erano il conte Sigfrido di Walbeck e Cunegonda di Stade della stirpe degli Odoniani. Era il fratello del cronachista e vescovo Tietmaro di Merseburgo e del vescovo di Münster Sigfrido. Il fratello Enrico successe a suo padre e il fratello Federico tenne il burgraviato a Magdeburgo. La sorella Oda sposò il conte Goswin di Falkenburg.
Bruno ricevette la sua educazione nell'abbazia di Corvey. Entrò in questo monastero intorno al 996. Lì conobbe le Res Gestae Saxonicae del cronista Vitichindo di Corvey e probabilmente la mise a disposizione di suo fratello Tietmaro per la sua cronaca. In seguito divenne abate presso l'abbazia di Nienburg e succedette a suo fratello Sigfrido nell'abbazia di Berge nel 1025, ricoprendo la carica fino al 1034, anno in cui fu elevato vescovo di Verden.
Durante il suo periodo come vescovo, la diocesi subì alcune incursioni da parte dei Venedi. Inoltre durante il suo mandato venne consacrata la chiesa inferiore dell'abbazia di San Michele di Luneburgo. Ci fu anche una disputa con l'arcivescovo di Brema Adalbrando.